# Grotte de Patsós
La grotte de Patsós (parfois grotte de Saint-Antoine (Haghios Antonios), ou grotte de Hermès Kranaios) est une grotte de Crète, en Grèce. Elle se situe dans le district régional de Réthymnon, à environ 15 km au nord-est de Spíli.
La grotte de Patsós se trouve sur le versant ouest du massif de l'Ida, sur la commune de Patsós. Une inscription retrouvée dans la caverne montre que le lieu était utilisé comme sanctuaire d'Hermès Kranaios durant l'Antiquité. Le culte d'Hermès Kranaios est expliqué par la présence de deux sources à température constante qui semblent fumer en hiver en se jetant, à travers la neige dans le torrent glacé de la gorge de Patsós. Des figurines humaines et animales en bronze et terracotta, certaines possédant des motifs peints de la fin de la période minoenne ont également été retrouvées, ainsi que deux paires de cornes minoennes sacrées. Différents vases d'époque romaine ont été trouvés dans les champs voisins du village.

## Sources
1. 1 2  Paul Faure, Grottes crétoises, p. 98
2. ↑  M.P. Nilsson, Minoan-mycenian religion, p. 67